# Gathorne Gathorne-Hardy, I conte di Cranbrook
Gathorne Gathorne-Hardy, I conte di Cranbrook (Bradford, 1º ottobre 1814 – Beneden, 30 ottobre 1906) è stato un politico inglese.

## Biografia
Gathorne Hardy era il terzo figlio di John Hardy, e di sua moglie, Isabel Gathorne, figlia di Richard Gathorne. Suo padre era il principale proprietario delle ferriere Low Moor e anche rappresentante di Bradford in Parlamento. Ha studiato alla Shrewsbury School e all'Oriel College. 

## Carriera
Dopo la morte del padre, nel 1855, riuscì a concentrarsi sulla sua carriera politica, e nel 1856 fu eletto per Leominster. Solo due anni dopo, nel 1858, è stato nominato Sottosegretario di Stato per gli Affari Interni nel secondo governo del conte di Derby, carica che mantenne fino alla caduta del governo, nel giugno 1859.
Nel 1865 Hardy accettò con riluttanza di schierarsi contro William Ewart Gladstone nel collegio elettorale di Oxford. Tuttavia il 17 luglio 1865, sconfisse Gladstone, che ha notevolmente migliorato la sua posizione all'interno del partito conservatore grazie all'influenza dei rappresentanti del clero rurali. I conservatori tornarono a potere sotto Derby nel 1866, e Hardy è stato nominato Presidente del Poor Law Board. È stato ammesso al consiglio privato. Nel 1867 successe a Spencer Walpole come Segretario di Stato per gli Affari Interni ed è stato costretto a affrontare alla Rivolta Feniana. 
L'anno successivo, Benjamin Disraeli successe a Derby come primo ministro, ma il governo conservatore si dimise nell'autunno del 1868. 
Nel 1874 i conservatori tornarono al potere sotto Disraeli, e Hardy è stato nominato Segretario di Stato per la guerra. Avrebbe dovuto avere il ministero degli Interni, ma questo è andato a Richard Cross. Nel 1876 Disraeli venne elevato al pari come Conte di Beaconsfield. Hardy si aspettava di diventare leader dei conservatori alla Camera dei comuni, ma venne nominato Sir Stafford Northcote.
Due anni più tardi, nel mese di aprile 1878 Hardy successe al marchese di Salisbury come Segretario di Stato per l'India, e il mese successivo è stato elevato al pari come visconte Cranbrook, di Hemsted nella Contea di Kent. Allo stesso tempo, ha assunto il cognome da nubile della madre di Gathorne in aggiunta a quello di Hardy su richiesta della sua famiglia. Nel mese di dicembre 1878 Cranbrook sentì a corte delle sue denunce di cattiva gestione di Gladstone del rifiuto del principe del Galles della proposta di nominarlo viceré d'Irlanda. 
La questione orientale aveva posto il più grande dilemma della politica estera nel 1877. Hardy era a favore di perseguire attivamente della bancarotta del Sultano, e andare in guerra se necessario, per tenere la Russia fuori di Costantinopoli. Nel 1878 Cranbrook è stato costretto ad affrontare la seconda guerra afgana, volta a ripristinare l'influenza britannica in Afghanistan. Una vera e propria invasione dell'Afghanistan fu ordinata il 21 novembre. Gli afghani sono stati sconfitti in poche settimane. Un accordo di pace è stato firmato nel maggio 1879, ma la guerra scoppiò di nuovo dopo che Sir Louis Cavagnari, è stato assassinato dalle truppe afghane ribelli. Le truppe britanniche sotto Frederick Roberts, riuscirono ancora una volta a ripristinare il controllo. Tuttavia, la situazione era ancora instabile quando Cranbrook, insieme al resto del governo, si è dimesso nel mese di aprile 1880. 
Nel giugno 1885 i conservatori tornarono al potere, e Cranbrook venne nominato Lord presidente del Consiglio. Per due settimane, all'inizio del 1886, fu di nuovo Segretario di Stato per la guerra. Il governo è caduto nel mese di gennaio 1886, ma ben presto tornò al potere nel luglio dello stesso anno, dopo le elezioni generali. Cranbrook è stato nuovamente nominato Lord presidente del Consiglio. Fu per un breve tempo come Cancelliere del Ducato di Lancaster nel mese di agosto 1886. Rifiutò la carica di ministro degli Esteri nel 1886 a causa della sua incapacità di parlare le lingue straniere e anche del vicereame d'Irlanda. Ricoprì la carica di Lord presidente del Consiglio fino alla caduta del secondo governo di Salisbury, nel 1892. Poco dopo, è stato creato barone Medway e conte di Cranbrook. Si ritirò dalla vita pubblica dopo l'elezione generale del 1895.

## Matrimonio
Sposò, il 29 marzo 1838, Jane Orr (?-13 novembre 1897), figlia di James Orr. Ebbero cinque figli:
- John Gathorne-Hardy, II conte di Cranbrook (22 marzo 1839-13 luglio 1911);
- Charles Gathorne Gathorne-Hardy (11 maggio 1841-17 febbraio 1919), sposò Lady Cicely Louisa Nevill, ebbero due figlie;
- Alfred Erskine Gathorne-Hardy[4] (27 febbraio 1845-11 novembre 1918), sposò Isabella Louisa Malcolm, ebbero tre figli;
- Lady Edith Elizabeth Gathorne-Hardy (?-8 gennaio 1875), sposò Henry Graham, non ebbero figli;
- Lady Margaret Evelyn Gathorne-Hardy (4 luglio 1858-11 luglio 1943), sposò George Goschen, II visconte Goschen, ebbero tre figli.

## Morte
Morì il 30 ottobre 1906.